# Kitzbühelalperna
Kitzbühelalperna (tyska: Kitzbüheler Alpen) är en bergskedja i centrala aplerna som omger staden Kitzbühel i förbundslandet Tyrolen i västra Österrike. Bergskedjan är ett populärt turistmål. I området genomförs årligen en alpin skidtävling kallad Hahnenkammrennen.
Kitzbühelalperna sträcker sig 19,9 km i sydvästlig-nordostlig riktning. Den högsta toppen är Großer Rettenstein, 2 362 meter över havet.
Topografiskt ingår följande toppar i Kitzbüheler Alpen:
- Brechhorn
- Floch
- Frühmesser
- Geigenkopf
- Gerstinger Joch
- Grasleitkopf
- Großer Rettenstein
- Grosser Tanzkogel
- Hanglhöhe
- Hartkaserhöhe
- Latschingkogel
- Pengelstein
- Schledererkopf
- Schwarzkogel
- Spiessnägel
- Steinbergkogel
- Steinkogel
- Talsenhöhe
- Wildkogel
- Wurzhöhe
- Zweitausender